# 元坑镇
元坑镇是中国福建省南平市顺昌县下辖的一个镇。

## 行政区划
元坑镇共辖1个社区、13个行政村，分别是：
文昌社区、福峰村、秀水村、东郊村、九村、际下村、搓溪村、曲村、光地村、赖源村、蛟溪村、谟武村、洋坊村和宝庄村。

## 中国传统村落
2013年8月，槎溪村被评为第二批中国传统村落。